# Махмуд Газневі
Махмуд Газневі, Ямін аль-Давла Абу-Касим Махмуд ібн Себук-Тегін (2 листопада 971, Газні — 30 квітня 1030, Газні) — тюркський правитель держави Газневідів, при якому вона досягла своєї найбільшої могутності. Завойовані ним землі простягалися від східних районів Ірану до Інду. Він здійснив 17 походів в Індостан і першим почав носити титул султана. Попри своє тюркське походження він був покровителем перської культури.

## Життєпис
Народився в Газні в родині гуляма Саманідів Себук-Тегіна.
З 994 року допомагав батькові придушувати повстання в Хорасані. Батько помер 998 року і передав правління іншому сину, Ісмаїлу, але Махмуд переміг брата й захопив владу в Газні.
У 1001 році здійснив перший із своїх походів в Індію і переміг у Пешаварі військо раджі Джаяпали з династії Шахі.
У 1002 році пішов на Сістан, де поклав край існуванню династії Саффаридів. Надалі його більше приваблювали плідні землі в Пенджабі. Свій наступний похід він спрямував проти ісмаїлітського Мултана, де повалив тамтешнього еміра Фатіха-Дауда і отримав викуп у 2 млн срібних дирхемів і 200 тис. золотих дирхемів. Там на нього напав син Джаяпали — Анандапала. Зібравши коаліцію раджпутів, він намагався помститися за свого батька, але зазнав невдачі в битві при Чачі 1008 року. 1010 року переміг Фатіха Дауда Лоді, захопивши Мултанський емірат.
Махмуд Газневі поклявся приводити свої війська в Північну Індію щороку. Боротьба з раджпутами продовжувалася здебільшого успішно для Махмуда Газневі до 1026 року, коли династія Шахі згасла, Газневідський султан захопив Лахор, Канаудж, священне місто Сомнатхв Соланка, Курукшетру в Кумарапаладеви Томар. З індійських міст Махмуд приводив у Газні вмілих ремісників, забирав витвори мистецтва та книги.
В Сомнатхі знаходився храм, у якому зберігалися століттями жертвоприношення. Коли до нього наблизилася армія Газневі — тисячі вірян заховалися в храмі, очікуючи, що їх врятує бог, якому вони поклонялися. Армія Газневі увірвалася в храм знищивши 50 тис. людей та пограбувала його.
На півночі ворогами Махмуда Газнаві були Караханіди та Хорезм, на заході — Буїди, що правили в Ірані. В останні роки його життя зросли в могутності сельджуки, які в 1028—1029 роках захопили Мерв та Нішапур.
Махмуд Газневі був тюрком, але правив у регіоні, заселеному народами, що розмовляли перською мовою. Він перейняв перську культуру і був її покровителем. У часи його правління Газні стало центром перської культури, що приваблював видатних мислителів та поетів, таких як аль-Біруні та Фірдоусі, який пробував продати йому свою поему «Шахнаме». Газневі пообіцяв заплатити по 1 динару за кожен двовірш. Коли Фірдоусі надав володарю свою чималу за обсягом роботу, той розпорядився виплатити меншу суму, на що ображений поет відповів відмовою.